# Portretul doamnei Fălcoianu (pictură de Theodor Aman)
 Acest articol dezvoltă secțiunea Opera a articolului principal Theodor Aman 
Portretul doamnei Fălcoianu este o pictură realizată în perioada 1870 - 1890 de Theodor Aman, nesemnată și nedatată. Lucrarea se află expusă în cadrul colecției artistului de la Muzeul Aman din București, ea fiind una din realizările artei plastice din România care suscită interesul cunoscătorilor de artă prin dilemele pe care le ridică identificarea personajului înfățișat.

## Descriere
„Portretul în tondo redă bustul reprezentat frontal 3/4 dreapta al unei doamne între două varste, îmbrăcată într-o rochie din mătase neagră, închisă în jurul gâtului, bordată cu dantelă albă, ce se regăsește și în jaboul care-i coboară peste piept spre brâu. Are trăsături regulate, păr negru adunat în coc la spate și poartă o pălărie neagră cu panglici și penaj negru. Fondul neutru este în nuanțe de oliv închis.”—Greta Șuteu: AMAN - PICTORUL, Repertoriul de pictură al Muzeului Theodor Aman, pag.46
Așa cum reiese din listele de inventar existente la Muzeul Theodor Aman din București, portretul soției lui Ștefan Fălcoianu, un politician renumit al acelei epoci, Alexandrina Fălcoianu strigată de cunoscuți cu diminutivul Didița, a murit la doar 22 de ani de Febră puerperală, o cauză frecventă de deces în acele timpuri. Aman a început portretul în jurul anului 1870 și s-a inspirat după o fotografie. Ca urmare a restaurării tabloului s-a constatat din analizele care s-au făcut, că artistul a lucrat la el până în preajma decesului său. Adică peste 20 de ani. Studierea materialului cu lumină ultravioletă a evidențiat diferite fluorescențe între fondul care a fost depus inițial și stratul cu care s-a definitivat lucrarea. Ultimul strat a fost aplicat energic având o pensulație largă, caracteristic ultimei etape de creație a artistului român.

## Dilemă identitară

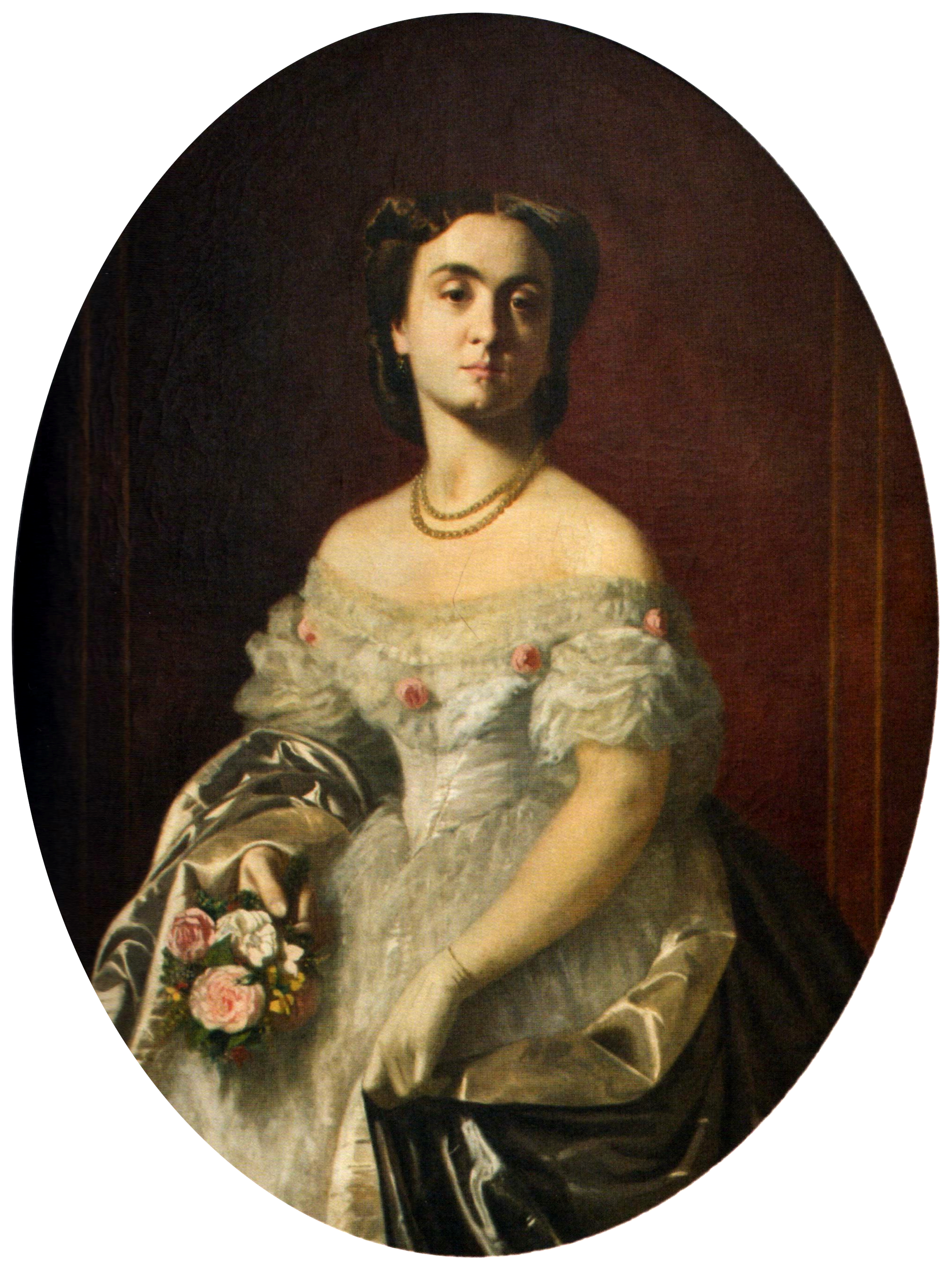
Portretul doamnei Ana Aman (1865) - de Theodor Aman

Portretul doamnei Fălcoianu este una din lucrările de artă care ascunde mai multe dileme. Răspunsul la întrebările următoare nu poate fi decât a fi sugerat:
- De ce a avut o durată atât de mare de execuție, în condițiile în care comanda ar fi fost dată în jurul anului 1870? Se știe că Aman lucra cu asiduitate și cu o mare rapiditate de execuție, mai ales când avea o comanda de realizat.[1]
- De ce portretul Alexandrinei a rămas în casa lui Aman, când locul lui trebuia să fie în casa lui Ștefan Fălcoianu?[1]
- De ce tabloul înfățișează o femeie la vârsta maturității, când Alexandrina avea la momentul decesului doar 22 de ani? Există la Cimitirul Bellu un monument funerar al familiei Fălcoianu realizat de sculptorul francez Antoine-Augustin Préault. Portretul sculptat al tinerei femei diferă fizionomic de personajul pe care l-a pictat Aman.[1]
- De ce doamna Fălcoianu are asemănări mult mai apropiate de doamna Aman la o vârstă a maturității?[1]
- De ce doamna Aman a predat portretul Muzeului Aman de abia în anul 1926, înaintea decesului său, și nu în anul 1904 când a predat lotul majoritar de lucrări instituției muzeale? Se știe că doamna Aman s-a mutat în 1904 într-o altă locuință luând tabloul cu ea. Tot ea a indicat numele portretului pe care l-a donat cu numele de doamna Fălcoianu.[1]
- De ce doamna Aman nu și-a păstrat portretul său de tinerețe pe care l-a pictat Aman și l-a păstrat pe cel numit doamna Fălcoianu?[1]
- De ce toți vizitatorii Muzeului Theodor Aman care ajung în fața Portretului doamnei Fălcoianu, întreabă dacă în fața lor este doamna Aman?[1]

## Expoziții la care a fost prezent
- 1895 noiembrie - București — Expozițiunea în atelierul Theodor Aman (str. Clemenței nr. 8);[1]
- 1926 - din acest an a fost prezent în colecția artistului expusă la Muzeul Theodor Aman din București;[1]
- 1991 - București - Muzeul Național de Artă al României — Expoziția retrospectivă Centenar Theodor Aman;[1]
- 1994 - Constanța - Muzeul de Artă — Expoziția omagială Centenar Theodor Aman;[1]
- 1999 - Câmpina - Muzeul Nicolae Grigorescu — Expoziția Theodor Aman, clasic și modern. [1]

## Restaurări
Ultima restaurare a fost făcută în perioada 2013 - 2014 la Laboratorul de restaurare pictură al Muzeul Municipiului București de către pictorii restauratori Ioan D. Popa și Simona Predescu.